# École Normale de Musique
École normale de musique é um conservatório e instituição canadense de treinamento de professores, fundada em 1926. Tomava parte do "Institut pédagogique" de Westmount (Montreal), dirigido pelas Irmãs da Congregação de Notre Dame. As outras duas partes Institut pédagogique eram o Cégio Marguerite-Bourgueoyes que oferecia estudos clássicos (p. ex, o acadêmico geral) e mais tarde, cursos de instrução pedagogica em música, e a École normale, obteve uma nota A em matéria de ensino.
Restringido às meninas e mulheres durante seus primeiros 40 anos, a École normale de musique começaram a admitir meninos e homens em 1966. Era afiliada entre 1926-67 com a Universidade de Montreal. De 1969 até 1976 (quando deixou de existir como uma instituição privada), deu cursos de música de nível universitario conforme um acordo contratual com a "UQAM", a universidade ministrava os exames e emitindia os diplomas.
A escola foi dirigida de 1926-1930 pela Irmã Saint-Édouard-Martyr e 1930-1942 pela Irmã Sainte-Cécile-des-Ange (ambas professoras de piano), 1942-1954 pela Irmã Charlotte Cadoret, 1954-1957 pela Irmã Saint-Roméo e 1957-1976 pela Irmã Marcelle Corneille.
Os primeiros três diplomas de ensino da escola foram concedidos em 1927 de junho a Charlotte Cadoret, Eileen Gillis, e Jeanne Turcotte. Aulas de órgão começou por volta de 1930. Entre os membros do pessoal pedagógico durante os anos foram: Françoise Aubut, Eugène Lapierre, e Lucienne L'Heureux-Arel (órgão); Alexander Brott (Batuta); Claude Champagne (solfejo e harmonia); Albert Cornellier, France Dion, Roger Filiatrault, Irmã Louis-Raymond, Jean Riddez, e Micheline Tessier (Coral); André Gagnon (harmonia em piano); Henri Garrouteigt (canto gregoriano); Luis Grinhauz, Stephen Kondaks, e Maurice Onderet (violino); Jean Leduc, E. Robert Schmitz, e William Stevens (piano); Pierre Mollet (performance); Antoine Padilla (literatura musical); Frédéric Pelletier (história de música); e Michel Perrault (harmonia).
A École normale de musique foi dividido em três seções.

## Primeira seção
A primeira seção, um conservatório para jovens estudantes, anexa à Cúpula da Congregação de Estudos de Música e consistia em cinco estágios de dois anos, cada um oferecendo um certificado. No programa consistia teoria, harmonia, solfejo, técnica instrumental ou vocal, leitura musical, ditado musical, e performance. O estudante poderia completar o mestrado em música enquanto cursava o 11º grau e ser admitida para um "baccalauréat" (bacharelado) ou, mais tarde para o curso de nível universitário com especialização em música.

## Segunda seção
A segunda seção, uma faculdade-conservatório para estudantes mais avançados, deu treinamento profissional que correspondia a graus universitários. Assim Bacharelado de quatro anos em música provia um diploma pedagógico depois do segundo ano. O diploma de artista foi substituído pelo Mestrado em másica instrumental (reduzido a um ano) depois que a faculdade de música da Universidade de Montreal foi criada em 1950. (Começando em 1967, os alunos no nível de instrução pedagogica especializando em música também pertenciam a esta seção).

## Terceira seção
A terceira seção era um centro de treinamento de professores de música projetado para equipar os professores com carga pedagógica para pré-escola, escola primária, e escola secundária habilidades. O BES (british election System) (opção de música A e B), concedido pelo Ministério de Educação de Quebec, foi introduzido em 1964.